# Chabelita (personaje)
Chabelita es un personaje ficticio de la televisión mexicana, de característica cómico-religioso, interpretado por la actriz mexicana Nora Velázquez.

## Historia
Fue creado en 1996 por Héctor Suárez y Alejandro Licona para ser interpretado por la actriz mexicana Nora Velásquez. Apareció por primera vez en los programas de TV de Televisa: Humor es... Los Comediantes y ¿Qué nos pasa?, también en La Casa de la risa. Compartió un programa especial con Benito Castro y José Antonio Coro en el canal televisivo Estrella TV.[cita requerida]
Actualmente, el personaje suele ser interpretado en el ámbito teatral junto a Sergio Corona y actores locales.

## Características
Es una mujer solitaria quien, después de sufrir la pérdida de su esposo, se encuentra en la búsqueda de consuelo espiritual. Durante sus confesiones al sacerdote, a veces expresa pensamientos o comentarios que podrían malinterpretarse, lo que lleva a confusión y malentendidos en la comunicación.

## Personajes principales
Chabela o Chabelita (Interpretado por Nora Velázquez). Es la viuda que llora como alma en pena para anunciar su llegada al párroco de turno.
Padre Amaro (Interpretado por Jo Jo Jorge Falcón). Es el padre que confiesa a Chabelita. Cada vez que oye una incoherencia le da cuatro golpes con la biblia en la cabeza.
Padre Otero (Interpretado por Sergio Corona). Es el padre que sustituyó al padre Amaro, y confiesa a Chabela. Cada vez que oye una incoherencia le da un golpe fuerte en la cabeza con la Biblia o le dice "Cabecita".
Padre Otón (Interpretado por Rubén Cerda). Conocido también como el Señor Obispo, el hace los planes de la iglesia con el padre, cada vez que oye una incoherencia de Chabelita este se desmaya, se va a la sacristía o a veces despierta mal pensando del padre como un perverso.
Anacleto o Toribio (Interpretado por Marco Navarro). Es el acólito de la iglesia cada vez que dice una incoherencia, el padre responde dándole un golpe con la Biblia.

## Personajes secundarios
Pritasio (Interpretado por Carlos Espejel). Es el acólito que reemplazó a Anacleto por una vez, ya que ayudó a Chabelita y Ulpiano meter una foca a la fuente.
Sicilia (Interpretado por Sissi Fleitas). Es la feligresa que le vendió boletos a visitar la cuna en Tepatitlán El Alto.
Ernesto (Interpretado por Ernesto Languardia). Es el feligrés que ayudó a Chabelita a donar un órgano a un necesitado.
El Padre Severo (Interpretado por Alejandro Suárez). Es el padre que confesó a Chabela mientras el padre estaba ocupado, ya que él por cada incoherencia le daba bastonazos y ya que terminaba la ahuyentaba.
El Padre Melchor (Interpretado por Carlos Ignacio). Es el padre que iba a trasladar al Padre Otero pero a una incoherencia de Chabelita se lo canceló.

## Curiosidades
- Los feligreses que acusan a Chabelita de pecadora nunca aparecen.
- Algunos feligreses han aparecido sólo en escenas no relacionadas con Chabelita.
- Es de los pocos personajes de comedia de enfoque religioso tanto en México como en América Latina.